# Grand-Santi
Grand-Santi ist eine französische Gemeinde mit 9390 Einwohnern (Stand 1. Januar 2022) im Übersee-Département Französisch-Guayana.

## Geografie
Grand-Santi erstreckt sich südlich der montagne française, dem Zentralmassiv Guayanas, entlang des Flusses Lawa (der weiter nördlich in den Maroni mündet). Neben dem Flugplatz Grand-Santi ist der Fluss der einzige Zugang zur Ortschaft. Die höchsten Erhebungen der Gemeinde bilden der Berg Kotika (730 m) und die montagne française (550 m).

## Geschichte
- 1930: Gründung des administrativen Gebiets Inini, das auch Grand-Santi als Verwaltungseinheit enthält
- 1946: Einrichtung Französisch-Guayanas als Übersee-Département, wodurch das administrative Gebiet Inini in ein Arrondissement umgewandelt wird
- 1968: Gründung des kommunalen Kreises Grand-Santi-Papaichton-Apatou
- 1969: Die kommunalen Kreise werden in Gemeinden umgewandelt.
- 1976: Trennung der Gemeinden Apatou und Grand-Santi-Papaichton
- 1992: Trennung der Gemeinden Papaichton und Grand-Santi

## Bevölkerung
Die Einwohner Grand-Santis sind größtenteils Ndyuka. In den 1980er-Jahren ließen sich Flüchtlinge aus Suriname dort nieder, besonders in den Dörfern Gaa Kaba, Grand Citron, Ana Kondé und Lioni.